# 2006 no cinema
Em 2006, no cinema, foram lançados diversas produções, incluindo continuações de obras anteriores e novas obras originais, dentre as mais relevantes estão: Piratas do Caribe: O Baú da Morte, O Código Da Vinci, A Era do Gelo 2: O Degelo, Casino Royale (2006), Uma Noite no Museu, Carros, X-Men: O Confronto Final, Missão Impossível 3, Superman Returns e Happy Feet: O Pinguim.

## Maiores bilheterias de 2006
Os dez principais filmes lançados em 2006 por arrecadação mundial são os seguintes:
| Ranque | Título                                     | Distribuidor(s)  | Bilheteria global |
| ------ | ------------------------------------------ | ---------------- | ----------------- |
| 1      | Pirates of the Caribbean: Dead Man's Chest | Buena Vista      | US$ 1,066,179,725 |
| 2      | The Da Vinci Code                          | Sony             | US$ 760,006,945   |
| 3      | Ice Age: The Meltdown                      | 20th Century Fox | US$ 660,998,756   |
| 4      | Casino Royale                              | Sony             | US$ 606,099,584   |
| 5      | Night at the Museum                        | 20th Century Fox | US$ 574,480,841   |
| 6      | Cars                                       | Buena Vista      | US$ 461,983,149   |
| 7      | X-Men: The Last Stand                      | 20th Century Fox | US$ 460,435,291   |
| 8      | Mission: Impossible III                    | Paramount        | US$ 398,479,497   |
| 9      | Superman Returns                           | Warner Bros.     | US$ 391,081,192   |
| 10     | Happy Feet                                 | Warner Bros.     | US$ 384,335,608   |

No total sete filmes ultrapassaram a barreira dos 400 milhões atingindo o status de 'blockbuster internacional',  sendo que Piratas do Caribe: O Baú da Morte foi o terceiro filme a ultrapassar a barreira do bilhão na história, apenas atrás de Titanic e O Senhor dos Anéis: O Retorno do Rei. No ano de 2015, Piratas do Caribe: O Baú da Morte, O Código Da Vinci e A Era do Gelo 2 permanecem na lista das 100 maiores bilheterias da história. Este também foi o último ano em que filmes que arrecadaram menos que 400 milhões entraram na lista das 10 maiores bilheterias do ano, sendo estes: Missão Impossível III, Superman: O Retorno e Happy Feet - O Pinguim. Também foi o último ano em que filmes que arrecadaram menos de 200 milhões entraram na lista das 20 maiores bilheterias do ano, com Open Season.

## Eventos
- 16 de Janeiro – Prêmios Globo de Ouro de 2006
- 5 de Março – Cerimônia da entrega do Oscar 2006
- 26 de Maio – Lançamento do filme X-Men 3: O Confronto Final.
- 21 de Julho – Reino Unido Foi lançado o filme Superman Returns.

## Mortes
| Data            | Nome                    | Profissão                                               | Nacionalidade   | Observações | Ref |
| --------------- | ----------------------- | ------------------------------------------------------- | --------------- | ----------- | --- |
| 14 de janeiro   | Shelley Winters         | atriz                                                   | Estados Unidos  | n. 1920     |     |
| 19 de janeiro   | Anthony Franciosa       | ator                                                    | Estados Unidos  | n. 1928     |     |
| 24 de janeiro   | Chris Penn              | ator                                                    | Estados Unidos  | n. 1965     |     |
| 3 de fevereiro  | Al Lewis                | ator                                                    | Estados Unidos  | n. 1910     |     |
| 24 de fevereiro | Cléa Simões             | atriz                                                   | Brasil          | n. 1927     |     |
| 6 de março      | Newton da Matta         | ator, dublador, diretor de dublagem, locutor e escritor | Brasil          | n. 1946     |     |
| 18 de março     | Nelson Dantas           | ator                                                    | Brasil          | n. 1927     |     |
| 26 de março     | Ariclê Perez            | atriz                                                   | Brasil          | n. 1943     |     |
| 7 de maio       | Machiko Soga            | atriz e dubladora                                       | Japão           | n. 1938     |     |
| 27 de maio      | Paul Gleason            | ator                                                    | Estados Unidos  | n. 1939     |     |
| 17 de Junho     | Bussunda                | humorista                                               | Brasil          | n. 1962     |     |
| 18 de julho     | Raul Cortez             | ator                                                    | Brasil          | n. 1932     |     |
| 20 de julho     | Gérard Oury             | escritor e cineasta                                     | França          | n. 1919     |     |
| 22 de julho     | Gianfrancesco Guarnieri | ator e dramaturgo                                       | Itália / Brasil | n. 1934     |     |
| 26 de julho     | Raquel Maria            | actriz                                                  | Portugal        | n. 1946     |     |
| 10 de agosto    | Irving São Paulo        | ator                                                    | Brasil          | n.1964      |     |
| 30 de agosto    | Glenn Ford              | ator                                                    | Estados Unidos  | n.1916      |     |
| 29 de Setembro  | Rafael Palmero          | cineasta                                                | Espanha         | n.1944      |     |
| 12 de outubro   | Gillo Pontecorvo        | cineasta                                                | Itália          | n. 1919     |     |
| 10 de novembro  | Jack Palance            | ator de cinema                                          | Estados Unidos  | n. 1919     |     |
| 20 de novembro  | Robert Altman           | cineasta                                                | Estados Unidos  | n. 1925     |     |
| 23 de novembro  | Philippe Noiret         | ator                                                    | França          | n. 1930     |     |
| 27 de novembro  | Jece Valadão            | ator e cineasta                                         | Brasil          | n. 1930     |     |
| 12 de dezembro  | Peter Boyle             | ator                                                    | Estados Unidos  | n. 1935     |     |